# Hiroaki Hiraoka (fotbollsspelare)
Hiroaki Hiraoka (平岡 宏章 Hiraoka Hiroaki?), född 2 september 1969 i Shizuoka prefektur, är en japansk tidigare fotbollsspelare.
Hiraoka började sin karriär 1992 i Shimizu S-Pulse. 1996 flyttade han till Consadole Sapporo. Efter Consadole Sapporo spelade han för Albirex Niigata. Han avslutade karriären 1998.